# Светит, да не греет
«Светит, да не греет» — пьеса в пяти действиях Александра Островского и Николая Яковлевича Соловьёва. Написана в 1880 году.
Основу пьесы составила переработанная Островским пьеса Н. Я. Соловьева «Разбитое счастье». Пьеса «Светит, да не греет» была напечатана в еженедельном иллюстрированном журнале «Огонёк» (1881, № 6, 7, 8, 9, 10) за подписью обоих авторов.
Впервые поставлена 6 (18) ноября 1880 года в Москве, в Малом театре, в бенефис М. П. Садовского, исполнявшего роль Рабачева.

## Действующие лица
- Анна Владимировна Ренева — землевладелица, девица под 30 лет.
- Семён Семёныч Залешин — её сосед, средних лет.
- Авдотья Васильевна — его жена.
- Худобаев — значительный чиновник в отставке, 50 лет.
- Денис Иваныч Дерюгин — зажиточный крестьянин.
- Даша — горничная Реневой.
- Ильич — старик, дворовый человек из крепостных Реневой.
- Степанида — его жена, старуха.
- Борис Борисыч Рабачев — молодой человек, небогатый землевладелец, ближайший сосед Реневой.
- Оля Василькова — молоденькая девушка, дочь бывшего управляющего имением Реневой.

## Сюжет
В старой усадьбе, уже давно не посещавшейся его владелицей помещицей Реневой, живёт со своим отцом — управляющим имением Васильковым молоденькая Оля Василькова. Со всем пылом первой любви полюбила она соседа помещика Рабачева, и тот, по-видимому, отвечает ей взаимностью. Светлые и радостные летят дни — молодые люди наслаждаются счастьем взаимной любви, как вдруг в усадьбу приезжает сама Ренева, которой надоели скитания за границей и захотелось пожить в тишине.
Светская красавица, избалованная победами и всеобщим поклонением, скучает в одиночестве: случайно ей удается увидеть нежную сцену между Рабачевым и Олей — и шаловливая мысль увлечь этого юношу, влюбленного в деревенскую простушку, мелькает в голове хорошенькой вдовушки. Она начинает правильную атаку и с удовольствием замечает, что Рабачев мало-помалу совершенно забывает Олю и отдается во власть чар красавицы Реневой.
И происходит молчаливая, незаметная, но потрясающая именно своею незаметностью драма — драма разбитого сердца, увядание первого нежного цветка любви, смятого безжалостной рукой. Когда Ренева и Рабачев едут кататься на лодке и крадущаяся за ними Оля видит, как их губы сливаются в страстном поцелуе, — бедняжка бросается в реку и тонет… Лишь после этого Рабачев сознает, какую ужасную непоправимую ошибку он совершил.